# Бултериер
Бултериерът е порода куче от семейството на териерите. Има и миниатюрна версия на тази порода, която е официално известна като миниатюрен (мини) бултериер.

## Външен вид
Най-разпознаваемата черта на бултериера е главата му, описана като „в яйцевидна форма“, когато се гледа отпред; горната част на черепа е почти плоска. Профилът се извива леко надолу от горната част на черепа към върха на носа, който е черен и извит надолу на върха, с добре развити ноздри. Долната челюст е дълбока и силна. Уникалните триъгълни очи са малки, тъмни и дълбоко разположени. Бултериерите са единствените кучета, които имат триъгълни очи. Тялото е пълно и кръгло, със силни, мускулести рамене. Опашката се носи хоризонтално. Те са или бели, червени, кафяви, черни, тигрови или комбинация от тях.

## Темперамент
Бултериерите могат да бъдат както независими, така и упорити и поради тази причина не се считат за подходящи за неопитен собственик. Бултериерът има равномерен темперамент и е податлив на дисциплина. Макар и упорита, породата е описана от клуба на бултериерите като особено добра с хората. Ранната социализация ще гарантира, че кучето ще се разбира с други кучета и животни. Тяхната личност е описана като смела, изпълнена с дух, податлива на забавления, обичаща деца и перфектен член на семейството. Въпреки че породата е била на прицел на законодателството за специфични породи, проучване от 2008 г. в Германия не установява, че бултериерите имат някаква значителна разлика в темперамента от голдън ретривърите в цялостните изследвания.

## Здраве
Глухотата се среща при 50% от чисто белите бултериери и 10% от цветните бултериери често е труднозабележима в млада възраст. Много бултериери имат склонност да развиват кожни алергии. Ухапвания от насекоми, като тези от бълхи, а понякога и от комари и кърлежи, могат да предизвикат цялостна алергична реакция на копривна треска, обрив и сърбеж. Проучване на породите в Обединеното кралство определя средната им продължителност на живота на 4 години, като голям брой кучета доживяват до 4– 7 години.

## История
В началото на 19-и век породите „бул и териер“ са разработени, за да задоволят нуждите от контрол върху вредителите и бойни спортове с животни. Булът и териерите са базирани на староанглийски булдог (сега изчезнал) и староанглийски териери с възможни други териери. Тази нова порода съчетава скоростта и сръчността на леко построените териери с твърдата упоритост на булдога, който се представял лошо в повечето бойни ситуации, тъй като бил отглеждан почти изцяло за битки с бикове и мечки, вързани за стълб. Много животновъди започват да чифтосват булдози с териери, като твърдят, че такава смес подобрява бойното им качество. Въпреки факта, че кръстоска между булдог и териер била с ценена високо, много малко или нищо не било направено, за да се запази породата в оригиналния ѝ вид. Поради липсата на стандарти за породата – развъждането е за производителност, а не за външен вид – „бул и териер“ в крайна сметка се определят като предците на „бултериерите“ и „стафордширските бултериери“, както по-малки, така и по-лесни за контролиране от предшественика си.
В средата на 19-и век Джеймс Хинкс започва да чивтосва бул и териери с „английски бели териери“ (сега изчезнали), търсейки по-чист външен вид с по-добри крака и по-хубава глава. През 1862 г. в Креморнските градини в Челси Хинкс участва на кучешката изложба в категория Бултериери с кученце на име „Пус“ (Puss), чийто баща е неговия бял булдог на има „Лудака“ (Madman). Първоначално тези кучета все още не са имали вече познатото „яйцевидно лице“, но са запазили застой в профила на черепа. Кучето веднага става популярно и развъждането продължило, като се използва далматин, испански пойнтър и уипет за увеличаване на елегантността и пъргавината; и борзоя и коли за намаляване на застоя. Хинкс искал кучетата му да са бели и ги развъждал специално целейки това. Първият модерен бултериер сега познат като „Лорд Гладиатор“, от 1917 г., е първото куче без застой.
В началото на 20-и век поради медицински проблеми, свързани с развъждането на изцяло бяла порода, Тед Лион, наред с други, започва да въвежда цвят, използвайки стафордширски бултериери. През 1936 г. цветните бултериери са признати като отделен вид (поне от AKC). Тигровият цвят е предпочитан, но други цветове са добре дошли.

Наред с послушничеството са търсени специфични поведенчески черти.
- Bull Terrier
- С миниатюрен бултериер
- Тигр и бял бултериер
- Бял бултериер
- Червено-бял бултериер
- Модерен оцветен бултериер

## Знаменити бултериери
- Теодор Рузвелт притежавал няколко домашни любимци, включително бултериера Пийт. Пийт получил много внимание от тогавашната преса, след като ухапва военноморски чиновник, както и като преследва и ухапва френския посланик.[10][11][12]
- Генерал Джордж С. Патън притежавал бултериер на име Уили. Кучето принадлежало на загинал пилот на Кралските Военновъздушни Сили (КВС) и Патън го купува в Англия през 1944 г. Когато влиза в битка с кучето на Дуайт Д. Айзенхауер, Патън се извинява, като казва, че Уили е под ранга на своя опонент и ще бъде затворен в квартирите.[13][14]
- Във филма „Невероятното пътуване“ от 1963 г., базиран на едноименния роман на Шийла Бърнфорд със същото име, женски бултериер на име Мъфи играе ролята на Стария Боджър, най-възрастното от трите животни.
- Спъдс Макензи е измислен герой, използван в широко-разпространена рекламна кампания, маркетинг на бира Бъд Лайт (Bud Light) в края на 80-те години, където е пресъздаден от бултериер на име Медено Дърво-Зло Око (Honey Tree Evil Eye).
- Булсей (по-рано известен като Спот) е миниатюрен бултериер и в момента официален талисман на Таргет Корпорейшън.